# Italo Siciliano
Italo Siciliano (Campo Calabro, 27 luglio 1895 – Venezia, 21 settembre 1980) è stato un critico letterario italiano, maggiormente noto come storico della letteratura francese.

## Biografia
Dopo varie esperienze all'estero come professore di lingua e letteratura italiana presso le università di Grenoble, Budapest e Varsavia, nel 1936 Siciliano si insediò presso l'Università Ca' Foscari Venezia, dove insegnò lingua e letteratura francese fino al 1965, e dove fu anche rettore tra il 1953 e il 1971.
Oltre ad essere insignito della Legion d'onore (1963) e dell'Ordine al merito della Repubblica italiana (1956 e 1963), Siciliano ricevette il premio Feltrinelli per la storia e critica della letteratura (1972) e nel 1959 la laurea honoris causa in lettere sia dall'Università di Parigi che da quella di Grenoble.

## Opere
- La letteratura ungherese nel sec. XIX (1927)
- Dal Romanticismo al Simbolismo: Théodore de Banville (1927)
- Il teatro di Luigi Pirandello (1929)
- Chrétien de Troyes (1932)
- François Villon et les thèmes poétiques du Moyen-âge (1934)
- Le origini delle canzoni di gesta (1940)
- Le origini delle Canzoni di gesta (1942)
- Il teatro medievale francese (1944)
- Vita e opere di F. Villon (1946)
- Racine e il classicismo francese (1950)
- Verlaine (2 voll., 1948-54)
- Il Romanticismo francese da Prévost ai nostri giorni (1955)
- Medioevo e Rinascimento (1956)
- Il teatro francese dalle origini ai nostri giorni (3 voll., 1959)
- Il romanticismo francese da Prévost ai nostri giorni (1955)
- Les chansons de geste et l'épopée (1968)
- Saggi di letteratura francese (1977)